# Design navale e nautico
Per design navale e nautico s'intende quella branca del design protesa alla progettazione degli yacht (imbarcazioni da diporto) e delle navi. Essa coinvolge molti aspetti del design: progettazione interni, linee esterne, illuminazione, ergonomia e tutte le problematiche che può comportare il progetto di un'imbarcazione.
Le principali materie che compongono lo yacht design sono: architettura navale (studio e disegno dello scafo e delle linee d'acqua), statica della nave (stabilità), costruzioni navali (progettazione e calcolo delle strutture), impianti (tutti quelli presenti a bordo, acque grigie, acque nere, elettrico, combustibile ecc.), layout di coperta e layout degli interni o compartimentazione. Quando si tratta di navi o imbarcazioni da diporto tali aspetti variano la loro importanza, dando spazio a studi differenti che possono riguardare, ad esempio, la movimentazione del carico per le navi e l'ergonomia per le imbarcazioni da diporto.